# Романов, Пётр Иванович
Пётр Ива́нович Рома́нов (6 июня 1918, Серебряные Пруды — 18 апреля 1945, Альт-Ланберг, под Берлином) — командир звена 108-го авиационного полка 36-й авиационной дивизии 8-го авиационного корпуса авиации дальнего действия, капитан, Герой Советского Союза.

## Биография
Родился в семье крестьянина, русский. С семьёй переехал в Москву, жил в Новопроектируемом проезде. Окончил 7 классов и поступил в школу ФЗУ при 1-м Московском Государственном подшипниковом заводе, работал слесарем 1-го ГПЗ. Окончил Тушинский аэроклуб.
В Красной Армии с 1940 года. В 1941 окончил военную школу пилотов. На фронтах Великой Отечественной войны — с октября 1941. В 1942 вступил в ВКП(б).
К концу февраля 1944 года командир звена 108-го авиаполка (36-я авиадивизия, 8-й авиакорпус, Авиации дальнего действия) капитан Романов совершил 209 боевых вылетов на бомбардировку военно-промышленных объектов в тылу противника, железнодорожных узлов, эшелонов и складов.
С 22 ноября 1943 года по 20 февраля 1944 года входил в состав оперативной группы «Север-3» 8-го авиакорпуса, укомплектованного самолётами Ил-4 (модификация ДБ-Зф) которые базировались на аэродроме под Мурманском. Главной задачей этой группы являлась боевая работа в интересах Северного флота. В ночь на 11 февраля 1944 года в качестве командира экипажа (штурман капитан Прокудин А. Н.) участвовал в бомбардировке гитлеровского линкора «Тирпиц» в Альтен-фьорде в Северной Норвегии.
Указом Президиума Верховного Совета СССР от 19 августа 1944 года за совершённые боевые подвиги капитану Романову Петру Ивановичу присвоено звание Героя Советского Союза с вручением ордена Ленина и медали «Золотая Звезда» (№ 4057).
Погиб в воздушном бою 18 апреля 1945 года в районе Альт-Ланберга, под Берлином. Похоронен на советском воинском захоронении в городе Мюнхеберг.

## Награды
- Медаль «Золотая Звезда»;
- орден Ленина;
- орден Красного Знамени;
- орден Отечественной войны 1-й степени;
- орден Красной Звезды

медали.

## Память
По ходатайству рабочих 1-го подшипникового завода, где он работал слесарем, в связи с 20-летием победы советского народа над фашистской Германией 8-я Кожуховская улица Москвы была названа именем Героя Советского Союза Петра Ивановича Романова. В доме № 2 по этой улице установлена мемориальная доска.